# Liste des monuments historiques de l'Aisne (sud)
Cet article recense les monuments historiques du sud de l'Aisne, en France (communes des arrondissements de Château-Thierry et Soissons).
Du fait du nombre de protections à Château-Thierry et Soissons, ces communes disposent chacune d'une liste à part : voir la liste des monuments historiques de Château-Thierry et celle de Soissons.

## Liste
- Haut – A
- B
- C
- D
- E
- F
- G
- H
- I
- J
- K
- L
- M
- N
- O
- P
- Q
- R
- S
- T
- U
- V
- W
- X
- Y
- Z

### A
| Monument                                   | Commune               | Adresse            | Coordonnées                      | Notice         | Protection     | Date                           | Illustration                               |
| ------------------------------------------ | --------------------- | ------------------ | -------------------------------- | -------------- | -------------- | ------------------------------ | ------------------------------------------ |
| Creute du Caïd                             | Aizy-Jouy             |                    | 49° 26′ 26″ nord, 3° 31′ 23″ est | « PA02000019 » | Inscrit Classé | 9 avril 1999 27 septembre 1999 | Creute du Caïd                             |
| Église Saint-Médard d'Aizy-Jouy            | Aizy-Jouy             |                    | 49° 26′ 09″ nord, 3° 30′ 59″ est | « PA00115498 » | Classé         | 2 juin 1911                    | Église Saint-Médard d'Aizy-Jouy            |
| Donjon d'Ambleny                           | Ambleny               |                    | 49° 22′ 51″ nord, 3° 11′ 04″ est | « PA00115500 » | Classé         | 24 février 1929                | Donjon d'Ambleny                           |
| Église Saint-Martin d'Ambleny              | Ambleny               |                    | 49° 22′ 51″ nord, 3° 11′ 04″ est | « PA00115499 » | Classé         | 27 juillet 1907                | Église Saint-Martin d'Ambleny              |
| Croix monumentale d'Ancienville            | Ancienville           |                    | 49° 12′ 56″ nord, 3° 12′ 49″ est | « PA00115501 » | Inscrit        | 15 juin 1927                   | Croix monumentale d'Ancienville            |
| Château de Branges                         | Arcy-Sainte-Restitue  |                    | 49° 15′ 53″ nord, 3° 30′ 15″ est | « PA00115504 » | Inscrit        | 8 février 1928                 | Image manquante Téléverser                 |
| Église Saint-Martin d'Arcy-Sainte-Restitue | Arcy-Sainte-Restitue  |                    | 49° 15′ 09″ nord, 3° 27′ 50″ est | « PA00115505 » | Classé         | 10 janvier 1920                | Église Saint-Martin d'Arcy-Sainte-Restitue |
| Château d'Armentières                      | Armentières-sur-Ourcq |                    | 49° 11′ 09″ nord, 3° 22′ 57″ est | « PA00115506 » | Classé         | 25 janvier 1921                | Château d'Armentières                      |
| Ponts Bernard                              | Armentières-sur-Ourcq | Chaussée Brunehaut | 49° 11′ 02″ nord, 3° 22′ 18″ est | « PA02000028 » | Inscrit        | 11 juin 2001                   | Ponts Bernard                              |
| Église Saint-Pierre d'Artonges             | Artonges              |                    | 48° 55′ 46″ nord, 3° 33′ 13″ est | « PA00115508 » | Inscrit        | 5 juin 1928                    | Église Saint-Pierre d'Artonges             |
| Église Saint-Rémy d'Augy                   | Augy                  |                    | 49° 20′ 19″ nord, 3° 30′ 55″ est | « PA00115512 » | Classé         | 19 septembre 1921              | Église Saint-Rémy d'Augy                   |
| Église Saint-Félix d'Azy-sur-Marne         | Azy-sur-Marne         |                    | 49° 00′ 05″ nord, 3° 21′ 58″ est | « PA00115515 » | Classé         | 23 septembre 1911              | Église Saint-Félix d'Azy-sur-Marne         |

- Haut – A
- B
- C
- D
- E
- F
- G
- H
- I
- J
- K
- L
- M
- N
- O
- P
- Q
- R
- S
- T
- U
- V
- W
- X
- Y
- Z

### B
| Monument                                             | Commune                   | Adresse                                        | Coordonnées                      | Notice         | Protection     | Date                     | Illustration                                         |
| ---------------------------------------------------- | ------------------------- | ---------------------------------------------- | -------------------------------- | -------------- | -------------- | ------------------------ | ---------------------------------------------------- |
| Église Saint-Éloi de Barzy-sur-Marne                 | Barzy-sur-Marne           |                                                | 49° 05′ 10″ nord, 3° 33′ 09″ est | « PA00115518 » | Classé         | 25 mars 1920             | Église Saint-Éloi de Barzy-sur-Marne                 |
| Église Saint-Barthélémy de Baulne-en-Brie            | Baulne-en-Brie            |                                                | 48° 59′ 15″ nord, 3° 36′ 51″ est | « PA00115519 » | Classé         | 12 octobre 1920          | Église Saint-Barthélémy de Baulne-en-Brie            |
| Château de Bazoches-sur-Vesles                       | Bazoches-et-Saint-Thibaut | Bazoches-sur-Vesles                            | 49° 18′ 23″ nord, 3° 37′ 03″ est | « PA00115520 » | Inscrit        | 28 juin 1927             | Château de Bazoches-sur-Vesles                       |
| Église Saint-Pierre de Bazoches-sur-Vesles           | Bazoches-et-Saint-Thibaut | Bazoches-sur-Vesles                            | 49° 18′ 29″ nord, 3° 37′ 10″ est | « PA00115521 » | Classé         | 10 décembre 1919         | Église Saint-Pierre de Bazoches-sur-Vesles           |
| Mémorial américain du Bois Belleau                   | Belleau                   |                                                | 49° 04′ 46″ nord, 3° 17′ 29″ est | « PA02000091 » | Inscrit        | 28 mars 2017             | Mémorial américain du Bois Belleau                   |
| Église Saint-André de Belleu                         | Belleu                    |                                                | 49° 21′ 31″ nord, 3° 20′ 09″ est | « PA00115524 » | Classé         | 25 mars 1920             | Église Saint-André de Belleu                         |
| Fief des Tournelles                                  | Belleu                    |                                                | 49° 21′ 23″ nord, 3° 19′ 27″ est | « PA00115525 » | Inscrit        | 8 février 1928           | Image manquante Téléverser                           |
| Maisons de source et aqueduc                         | Belleu                    |                                                | à géolocaliser                   | « PA02000065 » | Inscrit        | 7 mai 2007               | Image manquante Téléverser                           |
| Carrière de Chapeaumont                              | Berny-Rivière             |                                                | 49° 24′ 54″ nord, 3° 08′ 10″ est | « PA02000026 » | Inscrit        | 17 juillet 2000          | Image manquante Téléverser                           |
| Carrières de Confrécourt                             | Berny-Rivière             | Confrécourt                                    | 49° 25′ 06″ nord, 3° 10′ 22″ est | « PA00116001 » | Inscrit        | 28 juin 1990             | Carrières de Confrécourt                             |
| Église Saint-Martin de Berny-Rivière                 | Berny-Rivière             |                                                | 49° 24′ 37″ nord, 3° 07′ 54″ est | « PA00115526 » | Inscrit        | 15 juin 1927             | Église Saint-Martin de Berny-Rivière                 |
| Château de Berzy-le-Sec                              | Bernoy-le-Château         | Berzy-le-Sec                                   | 49° 20′ 00″ nord, 3° 18′ 42″ est | « PA00115528 » | Classé         | 13 juillet 1926          | Château de Berzy-le-Sec                              |
| Église Saint-Quentin de Berzy-le-Sec                 | Bernoy-le-Château         | Berzy-le-Sec                                   | 49° 20′ 00″ nord, 3° 18′ 44″ est | « PA00115529 » | Classé         | 12 juillet 1886          | Église Saint-Quentin de Berzy-le-Sec                 |
| Polissoirs de la Pointe des Roches                   | Bernoy-le-Château         | La Vallée de Clancy La Pointe du Rocher        | à géolocaliser                   | « PA00115530 » | Classé         | 26 mai 1899              | Image manquante Téléverser                           |
| Église Saint-Pierre de Beugneux                      | Beugneux                  |                                                | 49° 14′ 01″ nord, 3° 24′ 54″ est | « PA00115531 » | Classé         | 7 février 1922           | Église Saint-Pierre de Beugneux                      |
| Église Saint-Léger de Billy-sur-Aisne                | Billy-sur-Aisne           |                                                | 49° 21′ 22″ nord, 3° 23′ 08″ est | « PA00115532 » | Inscrit        | 15 juin 1927             | Église Saint-Léger de Billy-sur-Aisne                |
| Église Saint-Martin de Billy-sur-Ourcq               | Billy-sur-Ourcq           |                                                | 49° 13′ 03″ nord, 3° 18′ 02″ est | « PA00115533 » | Classé         | 21 novembre 1922         | Église Saint-Martin de Billy-sur-Ourcq               |
| Église Sainte-Geneviève de Blanzy-lès-Fismes         | Blanzy-lès-Fismes         |                                                | 49° 20′ 17″ nord, 3° 40′ 23″ est | « PA00115534 » | Classé         | 28 septembre 1921        | Église Sainte-Geneviève de Blanzy-lès-Fismes         |
| Église de la Nativité-de-la-Sainte-Vierge de Bonneil | Bonneil                   |                                                | 49° 00′ 31″ nord, 3° 20′ 55″ est | « PA00115542 » | Classé         | 14 février 1921          | Église de la Nativité-de-la-Sainte-Vierge de Bonneil |
| Église Saint-Martin de Bonnesvalyn                   | Bonnesvalyn               |                                                | 49° 07′ 24″ nord, 3° 19′ 09″ est | « PA00115543 » | Classé         | 31 août 1920             | Église Saint-Martin de Bonnesvalyn                   |
| Abbatiale Saint-Yved de Braine                       | Braine                    | Place de l'Église                              | 49° 20′ 22″ nord, 3° 32′ 07″ est | « PA00115550 » | Inscrit Classé | 15 juin 1927 1840        | Abbatiale Saint-Yved de Braine                       |
| Château du Bas                                       | Braine                    |                                                | 49° 19′ 56″ nord, 3° 32′ 32″ est | « PA00115551 » | Inscrit        | 14 mai 1927              | Château du Bas                                       |
| Maison à colombages                                  | Braine                    | 20 place du Martroy Place du Général-de-Gaulle | 49° 20′ 28″ nord, 3° 31′ 52″ est | « PA00115552 » | Inscrit Classé | 14 mai 1927 10 mars 1931 | Maison à colombages                                  |
| Château du Buisson                                   | Brécy                     |                                                | 49° 09′ 16″ nord, 3° 25′ 30″ est | « PA00115553 » | Inscrit Classé | 23 juillet 1981          | Château du Buisson                                   |
| Église Saint-Michel de Brécy                         | Brécy                     |                                                | 49° 08′ 58″ nord, 3° 25′ 42″ est | « PA00115554 » | Classé         | 10 août 1920             | Église Saint-Michel de Brécy                         |
| Rocher gravé de Brécy                                | Brécy                     | Le Châtelet, Bois de Romont                    | 49° 09′ 06″ nord, 3° 23′ 55″ est | « PA00115555 » | Classé         | 13 juin 1975             | Rocher gravé de Brécy                                |
| Église Saint-Pierre de Brenelle                      | Brenelle                  |                                                | 49° 21′ 55″ nord, 3° 32′ 26″ est | « PA00115556 » | Classé         | 6 octobre 1921           | Église Saint-Pierre de Brenelle                      |
| Église Saint-Martin de Breny                         | Breny                     |                                                | 49° 11′ 11″ nord, 3° 21′ 13″ est | « PA00115557 » | Classé         | 17 mai 1921              | Église Saint-Martin de Breny                         |
| Ponts Bernard                                        | Breny                     | Chaussée Brunehaut                             | 49° 11′ 08″ nord, 3° 22′ 17″ est | « PA02000029 » | Inscrit        | 11 juin 2001             | Ponts Bernard                                        |
| Église Saint-Crépin de Brumetz                       | Brumetz                   |                                                | 49° 06′ 09″ nord, 3° 09′ 38″ est | « PA00115558 » | Classé         | 17 janvier 1920          | Église Saint-Crépin de Brumetz                       |
| Abbaye du Val-Chrétien                               | Bruyères-sur-Fère         |                                                | 49° 11′ 57″ nord, 3° 27′ 09″ est | « PA00115560 » | Inscrit        | 5 juin 1928              | Abbaye du Val-Chrétien                               |
| Château de Givray                                    | Bruyères-sur-Fère         | Hameau de Givray                               | 49° 12′ 16″ nord, 3° 26′ 09″ est | « PA00115561 » | Inscrit        | 5 juin 1928              | Château de Givray                                    |
| Église Saint-Rémy de Bruyères-sur-Fère               | Bruyères-sur-Fère         |                                                | 49° 11′ 18″ nord, 3° 26′ 32″ est | « PA00115562 » | Classé         | 5 février 1921           | Église Saint-Rémy de Bruyères-sur-Fère               |
| Église de la Nativité-de-la-Sainte-Vierge de Bruys   | Bruys                     |                                                | 49° 16′ 12″ nord, 3° 33′ 53″ est | « PA00115563 » | Classé         | 8 juin 1920              | Église de la Nativité-de-la-Sainte-Vierge de Bruys   |
| Chapelle Sainte-Marguerite de Bucy-le-Long           | Bucy-le-Long              |                                                | 49° 23′ 25″ nord, 3° 24′ 50″ est | « PA00115564 » | Classé         | 20 novembre 1920         | Chapelle Sainte-Marguerite de Bucy-le-Long           |
| Château de Bucy-le-Long                              | Bucy-le-Long              |                                                | 49° 23′ 22″ nord, 3° 24′ 10″ est | « PA00115565 » | Inscrit        | 9 janvier 1926           | Château de Bucy-le-Long                              |
| Église Saint-Martin de Bucy-le-Long                  | Bucy-le-Long              |                                                | 49° 23′ 41″ nord, 3° 23′ 30″ est | « PA00115566 » | Classé         | 12 avril 1923            | Église Saint-Martin de Bucy-le-Long                  |
| Maison                                               | Bucy-le-Long              | C.I.C. 45 Rue du Chemin-des-Dames              | 49° 23′ 38″ nord, 3° 23′ 34″ est | « PA00115567 » | Inscrit        | 26 novembre 1928         | Maison                                               |
| Église Saint-Crépin et Saint-Crépinien de Bussiares  | Bussiares                 |                                                | 49° 05′ 30″ nord, 3° 15′ 29″ est | « PA00115569 » | Classé         | 20 décembre 1920         | Église Saint-Crépin et Saint-Crépinien de Bussiares  |
| Monument des Écossais                                | Buzancy                   |                                                | 49° 18′ 53″ nord, 3° 20′ 30″ est | « PA00115570 » | Classé         | 26 juin 1922             | Monument des Écossais                                |

- Haut – A
- B
- C
- D
- E
- F
- G
- H
- I
- J
- K
- L
- M
- N
- O
- P
- Q
- R
- S
- T
- U
- V
- W
- X
- Y
- Z

### C
| Monument                                                           | Commune               | Adresse                                                 | Coordonnées                                             | Notice                                                  | Protection                                              | Date                                                    | Illustration                                                       |
| ------------------------------------------------------------------ | --------------------- | ------------------------------------------------------- | ------------------------------------------------------- | ------------------------------------------------------- | ------------------------------------------------------- | ------------------------------------------------------- | ------------------------------------------------------------------ |
| Église de la Nativité-de-la-Sainte-Vierge de Celles-lès-Condé      | Celles-lès-Condé      |                                                         | 49° 00′ 43″ nord, 3° 34′ 18″ est                        | « PA00115574 »                                          | Inscrit                                                 | 5 juin 1928                                             | Église de la Nativité-de-la-Sainte-Vierge de Celles-lès-Condé      |
| Église Saint-Pierre de Cerseuil                                    | Cerseuil              |                                                         | 49° 19′ 30″ nord, 3° 31′ 05″ est                        | « PA00115576 »                                          | Classé                                                  | 8 juin 1920                                             | Église Saint-Pierre de Cerseuil                                    |
| Château de Villeblain                                              | Chacrise              |                                                         | 49° 18′ 10″ nord, 3° 22′ 53″ est                        | « PA00115577 »                                          | Inscrit                                                 | 19 avril 1928                                           | Château de Villeblain                                              |
| Église Saint-Jean-Baptiste de Chacrise                             | Chacrise              |                                                         | 49° 18′ 08″ nord, 3° 24′ 16″ est                        | « PA00115578 »                                          | Classé                                                  | 7 février 1922                                          | Église Saint-Jean-Baptiste de Chacrise                             |
| Église de la Nativité-de-la-Sainte-Vierge de La Chapelle-Monthodon | La Chapelle-Monthodon |                                                         | 49° 01′ 24″ nord, 3° 38′ 04″ est                        | « PA00115582 »                                          | Classé                                                  | 5 octobre 1920                                          | Église de la Nativité-de-la-Sainte-Vierge de La Chapelle-Monthodon |
| Église Saint-Caprais de Chartèves                                  | Chartèves             |                                                         | 49° 04′ 28″ nord, 3° 30′ 22″ est                        | « PA00115583 »                                          | Classé                                                  | 5 octobre 1920                                          | Église Saint-Caprais de Chartèves                                  |
|                                                                    | Château-Thierry       | Voir liste des monuments historiques de Château-Thierry | Voir liste des monuments historiques de Château-Thierry | Voir liste des monuments historiques de Château-Thierry | Voir liste des monuments historiques de Château-Thierry | Voir liste des monuments historiques de Château-Thierry | Voir liste des monuments historiques de Château-Thierry            |
| Chapelle de la Ferme des Dames                                     | Chéry-Chartreuve      |                                                         | 49° 15′ 54″ nord, 3° 35′ 55″ est                        | « PA00115594 »                                          | Inscrit                                                 | 28 juin 1927                                            | Chapelle de la Ferme des Dames                                     |
| Église Saint-Martin de Chézy-sur-Marne                             | Chézy-sur-Marne       |                                                         | 48° 59′ 13″ nord, 3° 22′ 01″ est                        | « PA00115596 »                                          | Classé                                                  | 18 mars 1913                                            | Église Saint-Martin de Chézy-sur-Marne                             |
| Église Saint-Denis de Chézy-en-Orxois                              | Chézy-en-Orxois       |                                                         | 49° 07′ 26″ nord, 3° 10′ 58″ est                        | « PA00115595 »                                          | Classé                                                  | 20 novembre 1920                                        | Église Saint-Denis de Chézy-en-Orxois                              |
| Église Saint-Georges de Chivres-Val                                | Chivres-Val           |                                                         | 49° 23′ 40″ nord, 3° 26′ 08″ est                        | « PA00115597 »                                          | Classé                                                  | 15 octobre 1919                                         | Église Saint-Georges de Chivres-Val                                |
| Fort de Condé                                                      | Chivres-Val           |                                                         | 49° 24′ 05″ nord, 3° 27′ 18″ est                        | « PA02000031 »                                          | Inscrit                                                 | 9 juillet 2001                                          | Fort de Condé                                                      |
| Église Saint-Gervais-et-Saint-Protais de Chouy                     | Chouy                 |                                                         | 49° 12′ 24″ nord, 3° 14′ 54″ est                        | « PA00115599 »                                          | Classé                                                  | 21 novembre 1921                                        | Église Saint-Gervais-et-Saint-Protais de Chouy                     |
| Dolmen de Caranda                                                  | Cierges               | Caranda                                                 | 49° 10′ 03″ nord, 3° 35′ 01″ est                        | « PA00115600 »                                          | Classé                                                  | 1889                                                    | Dolmen de Caranda                                                  |
| Église Notre-Dame de Cierges                                       | Cierges               |                                                         | 49° 10′ 06″ nord, 3° 36′ 03″ est                        | « PA00115601 »                                          | Classé                                                  | 12 octobre 1920                                         | Église Notre-Dame de Cierges                                       |
| Église Saint-Martin de Ciry-Salsogne                               | Ciry-Salsogne         |                                                         | 49° 21′ 44″ nord, 3° 27′ 45″ est                        | « PA02000067 »                                          | Inscrit                                                 | 14 septembre 2007                                       | Église Saint-Martin de Ciry-Salsogne                               |
| Abbaye Notre-Dame de Valsery                                       | Cœuvres-et-Valsery    |                                                         | 49° 19′ 15″ nord, 3° 09′ 43″ est                        | « PA00115602 »                                          | Classé                                                  | 21 août 1986                                            | Abbaye Notre-Dame de Valsery                                       |
| Château de Cœuvres                                                 | Cœuvres-et-Valsery    |                                                         | 49° 20′ 15″ nord, 3° 09′ 16″ est                        | « PA00115603 »                                          | Inscrit                                                 | 28 juin 1927                                            | Château de Cœuvres                                                 |
| Église Saint-Médard-et-Saint-Gildard de Cœuvres-et-Valsery         | Cœuvres-et-Valsery    |                                                         | 49° 20′ 19″ nord, 3° 09′ 21″ est                        | « PA00115604 »                                          | Classé                                                  | 22 juin 1920                                            | Église Saint-Médard-et-Saint-Gildard de Cœuvres-et-Valsery         |
| Abbaye de Coincy                                                   | Coincy                |                                                         | 49° 09′ 42″ nord, 3° 25′ 20″ est                        | « PA00115605 »                                          | Inscrit                                                 | 5 juin 1928                                             | Image manquante Téléverser                                         |
| Bornes de délimitation de Coincy                                   | Coincy                |                                                         | 49° 09′ 42″ nord, 3° 25′ 21″ est                        | « PA02000052 »                                          | Inscrit                                                 | 18 octobre 2004                                         | Image manquante Téléverser                                         |
| Église Notre-Dame-de-l'Assomption de Coincy                        | Coincy                |                                                         | 49° 09′ 42″ nord, 3° 25′ 20″ est                        | « PA00115606 »                                          | Classé                                                  | 19 février 1921                                         | Église Notre-Dame-de-l'Assomption de Coincy                        |
| Église Saint-Pierre-et-Saint-Paul de Condé-sur-Aisne               | Condé-sur-Aisne       |                                                         | 49° 23′ 52″ nord, 3° 28′ 09″ est                        | « PA00115611 »                                          | Classé                                                  | 5 août 1919                                             | Église Saint-Pierre-et-Saint-Paul de Condé-sur-Aisne               |
| Fort de Condé                                                      | Condé-sur-Aisne       |                                                         | 49° 24′ 04″ nord, 3° 27′ 14″ est                        | « PA02000032 »                                          | Inscrit                                                 | 9 juillet 2001                                          | Fort de Condé                                                      |
| Prieuré de Saint-Ouen                                              | Condé-sur-Aisne       |                                                         | 49° 23′ 50″ nord, 3° 28′ 07″ est                        | « PA00115612 »                                          | Classé                                                  | 24 octobre 1921                                         | Image manquante Téléverser                                         |
| Château de Condé                                                   | Condé-en-Brie         |                                                         | 49° 00′ 20″ nord, 3° 33′ 33″ est                        | « PA00115608 »                                          | Classé                                                  | 18 octobre 1979                                         | Château de Condé                                                   |
| Église Saint-Rémi de Condé-en-Brie                                 | Condé-en-Brie         |                                                         | 49° 00′ 18″ nord, 3° 33′ 40″ est                        | « PA00115609 »                                          | Classé                                                  | 5 août 1920                                             | Église Saint-Rémi de Condé-en-Brie                                 |
| Halles de Condé-en-Brie                                            | Condé-en-Brie         | Place Centrale                                          | 49° 00′ 16″ nord, 3° 33′ 45″ est                        | « PA00115610 »                                          | Inscrit                                                 | 5 décembre 1979                                         | Halles de Condé-en-Brie                                            |
| Croix de cimetière de Connigis                                     | Connigis              |                                                         | 49° 02′ 07″ nord, 3° 31′ 50″ est                        | « PA00115613 »                                          | Classé                                                  | 7 février 1922                                          | Croix de cimetière de Connigis                                     |
| Église Saint-Georges de Connigis                                   | Connigis              |                                                         | 49° 01′ 54″ nord, 3° 31′ 51″ est                        | « PA00115614 »                                          | Classé                                                  | 17 janvier 1920                                         | Église Saint-Georges de Connigis                                   |
| Église Saint-Alban de Corcy                                        | Corcy                 |                                                         | 49° 15′ 09″ nord, 3° 12′ 41″ est                        | « PA00115615 »                                          | Classé                                                  | 20 février 1920                                         | Église Saint-Alban de Corcy                                        |
| Château de Rognac                                                  | Coulonges-Cohan       | Cohan                                                   | 49° 12′ 06″ nord, 3° 38′ 19″ est                        | « PA00115622 »                                          | Inscrit                                                 | 5 juin 1928                                             | Château de Rognac                                                  |
| Église Saint-Jean-Baptiste de Cohan                                | Coulonges-Cohan       | Cohan                                                   | 49° 13′ 00″ nord, 3° 38′ 35″ est                        | « PA00115623 »                                          | Classé                                                  | 17 janvier 1920                                         | Église Saint-Jean-Baptiste de Cohan                                |
| Église Saint-Rubin-et-Saint-Valère de Coulonges                    | Coulonges-Cohan       |                                                         | 49° 12′ 06″ nord, 3° 38′ 14″ est                        | « PA00115624 »                                          | Classé                                                  | 17 janvier 1920                                         | Église Saint-Rubin-et-Saint-Valère de Coulonges                    |
| Église Saint-Jean-Baptiste de Courboin                             | Courboin              |                                                         | 48° 59′ 37″ nord, 3° 30′ 19″ est                        | « PA00115625 »                                          | Classé                                                  | 25 octobre 1920                                         | Église Saint-Jean-Baptiste de Courboin                             |
| Ancienne chapelle Saint-Médard et Saint-Gildard                    | Courcelles-sur-Vesle  | Vauberlin                                               | 49° 21′ 00″ nord, 3° 34′ 57″ est                        | « PA00115627 »                                          | Inscrit                                                 | 15 juin 1927                                            | Ancienne chapelle Saint-Médard et Saint-Gildard                    |
| Chapelle du Calvaire                                               | Courcelles-sur-Vesle  | R.N. 131                                                | 49° 20′ 28″ nord, 3° 33′ 52″ est                        | « PA00115626 »                                          | Inscrit                                                 | 25 janvier 1929                                         | Chapelle du Calvaire                                               |
| Église Saint-Georges de Courmelles                                 | Courmelles            |                                                         | 49° 20′ 41″ nord, 3° 18′ 45″ est                        | « PA00115628 »                                          | Classé                                                  | 19 août 1907                                            | Église Saint-Georges de Courmelles                                 |
| Église Saint-Denis de Courtemont-Varennes                          | Courtemont-Varennes   |                                                         | 49° 04′ 26″ nord, 3° 32′ 33″ est                        | « PA00115629 »                                          | Classé                                                  | 25 avril 1941                                           | Église Saint-Denis de Courtemont-Varennes                          |
| Château de Couvrelles                                              | Couvrelles            |                                                         | 49° 20′ 23″ nord, 3° 29′ 27″ est                        | « PA00115630 »                                          | Inscrit                                                 | 15 juin 1927                                            | Château de Couvrelles                                              |
| Église Saint-Lubin de Couvrelles                                   | Couvrelles            |                                                         | 49° 20′ 21″ nord, 3° 29′ 25″ est                        | « PA00115631 »                                          | Classé                                                  | 27 mars 1922                                            | Église Saint-Lubin de Couvrelles                                   |
| Ferme de La Siège                                                  | Couvrelles            |                                                         | 49° 19′ 37″ nord, 3° 29′ 38″ est                        | « PA00115632 »                                          | Inscrit                                                 | 15 juin 1927                                            | Ferme de La Siège                                                  |
| Manoir de Coyolles                                                 | Coyolles              |                                                         | 49° 14′ 03″ nord, 3° 02′ 36″ est                        | « PA02000062 »                                          | Inscrit                                                 | 6 février 2007                                          | Manoir de Coyolles                                                 |
| Château de Cramaille                                               | Cramaille             |                                                         | 49° 13′ 45″ nord, 3° 27′ 07″ est                        | « PA00115633 »                                          | Inscrit                                                 | 16 mai 1927                                             | Image manquante Téléverser                                         |
| Église Saint-Martin de Cramaille                                   | Cramaille             |                                                         | 49° 13′ 45″ nord, 3° 27′ 07″ est                        | « PA00115634 »                                          | Classé                                                  | 20 septembre 1922                                       | Église Saint-Martin de Cramaille                                   |
| Église Notre-Dame de La Croix-sur-Ourcq                            | La Croix-sur-Ourcq    |                                                         | 49° 10′ 08″ nord, 3° 21′ 15″ est                        | « PA00115641 »                                          | Classé                                                  | 30 août 1920                                            | Église Notre-Dame de La Croix-sur-Ourcq                            |
| Église Saint-Quiriace de Crouttes-sur-Marne                        | Crouttes-sur-Marne    |                                                         | 48° 58′ 47″ nord, 3° 14′ 35″ est                        | « PA00115642 »                                          | Inscrit                                                 | 5 juin 1928                                             | Église Saint-Quiriace de Crouttes-sur-Marne                        |
| Ferme de la Perrière                                               | Crouy                 |                                                         | 49° 24′ 43″ nord, 3° 22′ 38″ est                        | « PA00115643 »                                          | Inscrit                                                 | 10 janvier 1928                                         | Ferme de la Perrière                                               |
| Église Saint-Martin de Cuiry-Housse                                | Cuiry-Housse          |                                                         | 49° 17′ 43″ nord, 3° 29′ 32″ est                        | « PA00115644 »                                          | Classé                                                  | 20 février 1920                                         | Église Saint-Martin de Cuiry-Housse                                |
| Église de la Nativité-de-la-Sainte-Vierge de Cuisy-en-Almont       | Cuisy-en-Almont       |                                                         | 49° 24′ 57″ nord, 3° 14′ 35″ est                        | « PA00115648 »                                          | Classé                                                  | 15 octobre 1919                                         | Église de la Nativité-de-la-Sainte-Vierge de Cuisy-en-Almont       |

- Haut – A
- B
- C
- D
- E
- F
- G
- H
- I
- J
- K
- L
- M
- N
- O
- P
- Q
- R
- S
- T
- U
- V
- W
- X
- Y
- Z

### D
| Monument                        | Commune  | Adresse | Coordonnées                      | Notice         | Protection     | Date                     | Illustration                    |
| ------------------------------- | -------- | ------- | -------------------------------- | -------------- | -------------- | ------------------------ | ------------------------------- |
| Église Saint-Leu de Dampleux    | Dampleux |         | 49° 14′ 38″ nord, 3° 09′ 14″ est | « PA00115649 » | Inscrit        | 15 juin 1927             | Église Saint-Leu de Dampleux    |
| Église Saint-Rémy de Dhuizel    | Dhuizel  |         | 49° 21′ 55″ nord, 3° 37′ 05″ est | « PA00115650 » | Classé         | 6 octobre 1921           | Église Saint-Rémy de Dhuizel    |
| Église Saint-Pierre de Dravegny | Dravegny |         | 49° 13′ 50″ nord, 3° 38′ 17″ est | « PA00115652 » | Classé         | 17 janvier 1920          | Église Saint-Pierre de Dravegny |
| Grange de Montaon               | Dravegny |         | 49° 15′ 09″ nord, 3° 38′ 38″ est | « PA02000033 » | Inscrit        | 9 juillet 2001           | Grange de Montaon               |
| Château de Droizy               | Droizy   |         | 49° 16′ 37″ nord, 3° 23′ 39″ est | « PA00115653 » | Inscrit Classé | 15 mars 1995 3 mars 1997 | Château de Droizy               |
| Église Saint-Rémy de Droizy     | Droizy   |         | 49° 16′ 35″ nord, 3° 23′ 37″ est | « PA00115654 » | Inscrit        | 15 juin 1927             | Église Saint-Rémy de Droizy     |

- Haut – A
- B
- C
- D
- E
- F
- G
- H
- I
- J
- K
- L
- M
- N
- O
- P
- Q
- R
- S
- T
- U
- V
- W
- X
- Y
- Z

### E
| Monument                                               | Commune           | Adresse | Coordonnées                      | Notice         | Protection | Date             | Illustration                                           |
| ------------------------------------------------------ | ----------------- | ------- | -------------------------------- | -------------- | ---------- | ---------------- | ------------------------------------------------------ |
| Église Saint-Médard d'Epaux-Bézu                       | Epaux-Bézu        |         | 49° 06′ 30″ nord, 3° 20′ 53″ est | « PA00115657 » | Classé     | 28 novembre 1922 | Église Saint-Médard d'Epaux-Bézu                       |
| Château de Moucheton                                   | Épieds            |         | 49° 07′ 05″ nord, 3° 26′ 00″ est | « PA00116007 » | Inscrit    | 10 avril 1992    | Château de Moucheton                                   |
| Église Saint-Médard d'Épieds                           | Épieds            |         | 49° 06′ 16″ nord, 3° 26′ 45″ est | « PA00115658 » | Classé     | 5 février 1920   | Église Saint-Médard d'Épieds                           |
| Église Saint-Cyr-et-Sainte-Julitte de L'Épine-aux-Bois | L'Épine-aux-Bois  |         | 48° 53′ 05″ nord, 3° 26′ 53″ est | « PA00115659 » | Inscrit    | 5 juin 1928      | Église Saint-Cyr-et-Sainte-Julitte de L'Épine-aux-Bois |
| Église Saint-André d'Essises                           | Essises           |         | 48° 57′ 42″ nord, 3° 25′ 13″ est | « PA00115661 » | Classé     | 17 novembre 1921 | Église Saint-André d'Essises                           |
| Abbaye d'Essômes                                       | Essômes-sur-Marne |         | 49° 01′ 49″ nord, 3° 22′ 30″ est | « PA00115662 » | Classé     | 1846             | Abbaye d'Essômes                                       |
| Temple de Monneaux                                     | Essômes-sur-Marne |         | 49° 02′ 16″ nord, 3° 20′ 56″ est | « PA00115663 » | Inscrit    | 2 septembre 1986 | Temple de Monneaux                                     |
| Terrain                                                | Essômes-sur-Marne |         | 49° 01′ 49″ nord, 3° 22′ 31″ est | « PA00115664 » | Classé     | 17 août 1928     | Terrain                                                |

- Haut – A
- B
- C
- D
- E
- F
- G
- H
- I
- J
- K
- L
- M
- N
- O
- P
- Q
- R
- S
- T
- U
- V
- W
- X
- Y
- Z

### F
| Monument                                                       | Commune           | Adresse            | Coordonnées                      | Notice         | Protection     | Date               | Illustration                            |
| -------------------------------------------------------------- | ----------------- | ------------------ | -------------------------------- | -------------- | -------------- | ------------------ | --------------------------------------- |
| Chapelle de Villemoyenne                                       | Fère-en-Tardenois |                    | 49° 10′ 56″ nord, 3° 30′ 14″ est | « PA00115669 » | Inscrit        | 25 juin 1928       | Chapelle de Villemoyenne                |
| Château de Fère-en-Tardenois                                   | Fère-en-Tardenois |                    | 49° 13′ 20″ nord, 3° 31′ 55″ est | « PA00115670 » | Inscrit Classé | 19 avril 1994 1862 | Château de Fère-en-Tardenois            |
| Église Saint-Macre de Fère-en-Tardenois                        | Fère-en-Tardenois |                    | 49° 12′ 00″ nord, 3° 30′ 48″ est | « PA00115671 » | Classé         | 5 février 1920     | Église Saint-Macre de Fère-en-Tardenois |
| Halles de Fère-en-Tardenois                                    | Fère-en-Tardenois |                    | 49° 12′ 03″ nord, 3° 30′ 49″ est | « PA00115672 » | Classé         | 19 avril 1921      | Halles de Fère-en-Tardenois             |
| Château de La Ferté-Milon                                      | La Ferté-Milon    |                    | 49° 10′ 26″ nord, 3° 07′ 30″ est | « PA00115673 » | Classé         | 1862               | Château de La Ferté-Milon               |
| Église Notre-Dame de La Ferté-Milon                            | La Ferté-Milon    |                    | 49° 10′ 28″ nord, 3° 07′ 37″ est | « PA00115674 » | Classé         | 20 février 1920    | Église Notre-Dame de La Ferté-Milon     |
| Église Saint-Nicolas de La Ferté-Milon                         | La Ferté-Milon    | Rue de la Chaussée | 49° 10′ 46″ nord, 3° 07′ 29″ est | « PA00115675 » | Classé         | 12 juillet 1965    | Église Saint-Nicolas de La Ferté-Milon  |
| Église Saint-Vaast de La Ferté-Milon                           | La Ferté-Milon    |                    | 49° 10′ 48″ nord, 3° 08′ 25″ est | « PA00115676 » | Inscrit        | 19 septembre 1928  | Image manquante Téléverser              |
| Parcelle dans le champ de visibilité du château et de l'église | La Ferté-Milon    |                    | à géolocaliser                   | « PA00115677 » | Inscrit        | 6 juillet 1943     | Image manquante Téléverser              |
| Statue de Racine                                               | La Ferté-Milon    |                    | 49° 10′ 33″ nord, 3° 07′ 34″ est | « PA00115678 » | Inscrit        | 3 juin 1932        | Statue de Racine                        |
| Croix de chemin de Fossoy                                      | Fossoy            |                    | 49° 02′ 51″ nord, 3° 28′ 54″ est | « PA00115683 » | Classé         | 24 septembre 1931  | Croix de chemin de Fossoy               |
| Église Saint-Georges de Fossoy                                 | Fossoy            |                    | 49° 02′ 56″ nord, 3° 28′ 51″ est | « PA00115684 » | Classé         | 10 février 1903    | Église Saint-Georges de Fossoy          |

- Haut – A
- B
- C
- D
- E
- F
- G
- H
- I
- J
- K
- L
- M
- N
- O
- P
- Q
- R
- S
- T
- U
- V
- W
- X
- Y
- Z

### G
| Monument                           | Commune     | Adresse | Coordonnées                      | Notice         | Protection | Date            | Illustration                       |
| ---------------------------------- | ----------- | ------- | -------------------------------- | -------------- | ---------- | --------------- | ---------------------------------- |
| Église Saint-Rémy de Gandelu       | Gandelu     |         | 49° 05′ 38″ nord, 3° 11′ 05″ est | « PA00115686 » | Classé     | 17 janvier 1920 | Église Saint-Rémy de Gandelu       |
| Église Saint-Georges de Glennes    | Glennes     |         | 49° 21′ 21″ nord, 3° 42′ 50″ est | « PA00115687 » | Classé     | 22 janvier 1910 | Église Saint-Georges de Glennes    |
| Église Saint-Martin du Grand-Rozoy | Grand-Rozoy |         | 49° 14′ 06″ nord, 3° 23′ 22″ est | « PA00115689 » | Classé     | 17 mai 1921     | Église Saint-Martin du Grand-Rozoy |

- Haut – A
- B
- C
- D
- E
- F
- G
- H
- I
- J
- K
- L
- M
- N
- O
- P
- Q
- R
- S
- T
- U
- V
- W
- X
- Y
- Z

### H
| Monument                             | Commune                                                          | Adresse                             | Coordonnées                      | Notice         | Protection | Date             | Illustration                    |
| ------------------------------------ | ---------------------------------------------------------------- | ----------------------------------- | -------------------------------- | -------------- | ---------- | ---------------- | ------------------------------- |
| Église Saint-Clément d'Haramont      | Haramont                                                         |                                     | 49° 16′ 44″ nord, 3° 03′ 45″ est | « PA00115697 » | Classé     | 27 janvier 1933  | Église Saint-Clément d'Haramont |
| Manoir des Fossés                    | Haramont                                                         | 26 route de la Vallée de Baudrimont | 49° 16′ 27″ nord, 3° 02′ 53″ est | « PA02000045 » | Inscrit    | 17 juin 2003     | Image manquante Téléverser      |
| Prieuré de Longpré                   | Haramont                                                         |                                     | 49° 16′ 17″ nord, 3° 02′ 08″ est | « PA00115699 » | Inscrit    | 1er février 1995 | Prieuré de Longpré              |
| Réseau hydraulique « Laie des Pots » | Haramont (également sur Largny-sur-Automne et Villers-Cotterêts) | Forêt de Retz                       | à géolocaliser                   | « PA00115987 » | Inscrit    | 29 juillet 2013  | Image manquante Téléverser      |
| Église Saint-Rémi d'Hautevesnes      | Hautevesnes                                                      |                                     | 49° 21′ 13″ nord, 3° 41′ 48″ est | « PA00115701 » | Classé     | 8 novembre 1921  | Église Saint-Rémi d'Hautevesnes |

- Haut – A
- B
- C
- D
- E
- F
- G
- H
- I
- J
- K
- L
- M
- N
- O
- P
- Q
- R
- S
- T
- U
- V
- W
- X
- Y
- Z

### J
| Monument                         | Commune   | Adresse | Coordonnées                      | Notice         | Protection | Date             | Illustration                     |
| -------------------------------- | --------- | ------- | -------------------------------- | -------------- | ---------- | ---------------- | -------------------------------- |
| Château de Jouaignes             | Jouaignes |         | 49° 18′ 03″ nord, 3° 32′ 16″ est | « PA00115703 » | Inscrit    | 21 décembre 1982 | Château de Jouaignes             |
| Église Saint-Pierre de Jouaignes | Jouaignes |         | 49° 17′ 59″ nord, 3° 32′ 18″ est | « PA00115704 » | Inscrit    | 15 juin 1927     | Église Saint-Pierre de Jouaignes |

- Haut – A
- B
- C
- D
- E
- F
- G
- H
- I
- J
- K
- L
- M
- N
- O
- P
- Q
- R
- S
- T
- U
- V
- W
- X
- Y
- Z

### L
| Monument                                         | Commune                                                          | Adresse                 | Coordonnées                      | Notice         | Protection | Date              | Illustration                                     |
| ------------------------------------------------ | ---------------------------------------------------------------- | ----------------------- | -------------------------------- | -------------- | ---------- | ----------------- | ------------------------------------------------ |
| Camp fortifié dit "Wolfschlucht 2"               | Laffaux, Margival et Neuville-sur-Margival                       | Les Bovettes            | 49° 26′ 53″ nord, 3° 24′ 34″ est | « PA02000083 » | Inscrit    | 2014              | Image manquante Téléverser                       |
| Château de la Muette                             | Largny-sur-Automne                                               |                         | 49° 15′ 37″ nord, 3° 02′ 11″ est | « PA02000053 » | Inscrit    | 27 décembre 2004  | Image manquante Téléverser                       |
| Église Saint-Denis de Largny-sur-Automne         | Largny-sur-Automne                                               |                         | 49° 15′ 38″ nord, 3° 02′ 32″ est | « PA00115773 » | Classé     | 2 mai 1912        | Église Saint-Denis de Largny-sur-Automne         |
| Fief Goret                                       | Largny-sur-Automne                                               |                         | 49° 15′ 29″ nord, 3° 02′ 28″ est | « PA00115774 » | Inscrit    | 8 février 1928    | Image manquante Téléverser                       |
| Menhir de la Pierre-Clouise                      | Largny-sur-Automne                                               | Forêt domaniale de Retz | 49° 16′ 58″ nord, 3° 04′ 36″ est | « PA00115698 » | Classé     | 1889              | Image manquante Téléverser                       |
| Propriété Castellant                             | Largny-sur-Automne                                               |                         | 49° 15′ 33″ nord, 3° 02′ 07″ est | « PA02000078 » | Inscrit    | 11 septembre 2008 | Propriété Castellant                             |
| Réseau hydraulique « Laie des Pots »             | Largny-sur-Automne (également sur Haramont et Villers-Cotterêts) | Forêt de Retz           | à géolocaliser                   | « PA00115987 » | Inscrit    | 29 juillet 2013   | Image manquante Téléverser                       |
| Église Saint-Laurent de Latilly                  | Latilly                                                          |                         | 49° 09′ 15″ nord, 3° 18′ 42″ est | « PA00115775 » | Classé     | 17 janvier 1920   | Église Saint-Laurent de Latilly                  |
| Ferme de Neuville-Saint-Jean                     | Launoy                                                           |                         | 49° 16′ 19″ nord, 3° 22′ 32″ est | « PA00115776 » | Classé     | 3 février 1995    | Image manquante Téléverser                       |
| Croix de cimetière de Laversine                  | Laversine                                                        |                         | 49° 21′ 02″ nord, 3° 10′ 12″ est | « PA00115779 » | Inscrit    | 15 juin 1927      | Image manquante Téléverser                       |
| Église Saint-Laurent de Laversine                | Laversine                                                        |                         | 49° 21′ 02″ nord, 3° 10′ 12″ est | « PA00115780 » | Inscrit    | 15 juin 1927      | Église Saint-Laurent de Laversine                |
| Église Notre-Dame de Lesges                      | Lesges                                                           |                         | 49° 18′ 23″ nord, 3° 30′ 20″ est | « PA00115782 » | Classé     | 11 février 1911   | Église Notre-Dame de Lesges                      |
| Maison prévôtale de Lesges                       | Lesges                                                           |                         | 49° 18′ 21″ nord, 3° 30′ 13″ est | « PA00115783 » | Inscrit    | 15 juin 1927      | Maison prévôtale de Lesges                       |
| Église Saint-Médard-et-Saint-Gildard de Lhuys    | Lhuys                                                            |                         | 49° 16′ 55″ nord, 3° 33′ 22″ est | « PA00115784 » | Classé     | 10 février 1913   | Église Saint-Médard-et-Saint-Gildard de Lhuys    |
| Église Saint-Rémi de Limé                        | Limé                                                             |                         | 49° 19′ 21″ nord, 3° 32′ 55″ est | « PA02000068 » | Inscrit    | 14 septembre 2007 | Église Saint-Rémi de Limé                        |
| Ferme d'Applincourt                              | Limé                                                             |                         | 49° 19′ 22″ nord, 3° 32′ 58″ est | « PA00115788 » | Inscrit    | 15 juin 1927      | Ferme d'Applincourt                              |
| Abbaye Notre-Dame de Longpont                    | Longpont                                                         |                         | 49° 16′ 23″ nord, 3° 13′ 14″ est | « PA00115789 » | Classé     | 1889              | Abbaye Notre-Dame de Longpont                    |
| Croix de cimetière de Longueval-Barbonval        | Longueval-Barbonval                                              | Le Tombois              | à géolocaliser                   | « PA00115790 » | Inscrit    | 10 juin 1932      | Image manquante Téléverser                       |
| Église Sainte-Macre de Longueval                 | Longueval-Barbonval                                              | Longueval               | 49° 21′ 31″ nord, 3° 39′ 11″ est | « PA00115792 » | Classé     | 23 juillet 1921   | Église Sainte-Macre de Longueval                 |
| Église Saint-Pierre de Barbonval                 | Longueval-Barbonval                                              | Barbonval               | 49° 21′ 28″ nord, 3° 40′ 21″ est | « PA00115791 » | Classé     | 27 janvier 1922   | Église Saint-Pierre de Barbonval                 |
| Château de Louâtre                               | Louâtre                                                          |                         | 49° 15′ 27″ nord, 3° 14′ 50″ est | « PA00115793 » | Inscrit    | 8 février 1928    | Château de Louâtre                               |
| Église Saint-Rémy de Louâtre                     | Louâtre                                                          |                         | 49° 15′ 28″ nord, 3° 14′ 54″ est | « PA00115794 » | Classé     | 12 août 1921      | Église Saint-Rémy de Louâtre                     |
| Manoir de Louâtre                                | Louâtre                                                          |                         | 49° 15′ 23″ nord, 3° 14′ 44″ est | « PA00115795 » | Inscrit    | 8 février 1928    | Manoir de Louâtre                                |
| Église Saint-Rufin-et-Sainte-Valère de Loupeigne | Loupeigne                                                        |                         | 49° 14′ 49″ nord, 3° 32′ 07″ est | « PA00115796 » | Inscrit    | 15 juin 1927      | Église Saint-Rufin-et-Sainte-Valère de Loupeigne |

- Haut – A
- B
- C
- D
- E
- F
- G
- H
- I
- J
- K
- L
- M
- N
- O
- P
- Q
- R
- S
- T
- U
- V
- W
- X
- Y
- Z

### M
| Monument                                                  | Commune                                    | Adresse                 | Coordonnées                      | Notice         | Protection     | Date                           | Illustration                                              |
| --------------------------------------------------------- | ------------------------------------------ | ----------------------- | -------------------------------- | -------------- | -------------- | ------------------------------ | --------------------------------------------------------- |
| Église Saint-Martin de Maast-et-Violaine                  | Maast-et-Violaine                          |                         | 49° 16′ 57″ nord, 3° 26′ 57″ est | « PA00115797 » | Classé         | 12 septembre 1922              | Église Saint-Martin de Maast-et-Violaine                  |
| Colonne commémorative de Montmirail                       | Marchais-en-Brie                           |                         | 48° 53′ 09″ nord, 3° 30′ 32″ est | « PA02000082 » | Inscrit        | 2014                           | Colonne commémorative de Montmirail                       |
| Église Saint-Martin de Marchais-en-Brie                   | Marchais-en-Brie                           |                         | 48° 53′ 02″ nord, 3° 29′ 06″ est | « PA00115800 » | Inscrit        | 5 juin 1928                    | Église Saint-Martin de Marchais-en-Brie                   |
| Ferme de Villefontaine                                    | Marchais-en-Brie                           |                         | 48° 52′ 24″ nord, 3° 29′ 43″ est | « PA02000069 » | Inscrit        | 14 septembre 2007              | Ferme de Villefontaine                                    |
| Église Saint-Germain de Mareuil-en-Dôle                   | Mareuil-en-Dôle                            |                         | 49° 14′ 30″ nord, 3° 33′ 30″ est | « PA00115802 » | Classé         | 15 juillet 1920                | Église Saint-Germain de Mareuil-en-Dôle                   |
| Camp fortifié dit "Wolfschlucht 2"                        | Margival, Laffaux et Neuville-sur-Margival | Le chemin des Bressieux | 49° 26′ 30″ nord, 3° 24′ 16″ est | « PA02000083 » | Inscrit        | 2014                           | Camp fortifié dit "Wolfschlucht 2"                        |
| Ferme de Montgarny                                        | Margival                                   | Route de Montgarny      | 49° 26′ 23″ nord, 3° 23′ 31″ est | « PA02000038 » | Inscrit        | 2 avril 2002                   | Ferme de Montgarny                                        |
| Moulin de la ferme de Montgarny                           | Margival                                   | Route de Montgarny      | 49° 26′ 13″ nord, 3° 23′ 45″ est | « PA02000038 » | Inscrit        | 5 mars 2013                    | Moulin de la ferme de Montgarny                           |
| Château de Marigny-en-Orxois                              | Marigny-en-Orxois                          |                         | 49° 03′ 41″ nord, 3° 13′ 29″ est | « PA02000042 » | Inscrit        | 17 mars 2003                   | Château de Marigny-en-Orxois                              |
| Halle de Marigny-en-Orxois                                | Marigny-en-Orxois                          |                         | 49° 03′ 37″ nord, 3° 13′ 35″ est | « PA00115803 » | Classé         | 7 février 1921                 | Halle de Marigny-en-Orxois                                |
| Église Sainte-Geneviève de Marizy-Sainte-Geneviève        | Marizy-Sainte-Geneviève                    |                         | 49° 10′ 57″ nord, 3° 12′ 08″ est | « PA00115804 » | Classé         | 20 octobre 1920                | Église Sainte-Geneviève de Marizy-Sainte-Geneviève        |
| Château de Marizy-Saint-Mard                              | Marizy-Saint-Mard                          |                         | 49° 10′ 47″ nord, 3° 13′ 27″ est | « PA00115805 » | Inscrit Classé | 19 septembre 1928 21 mars 1930 | Château de Marizy-Saint-Mard                              |
| Église Saint-Martin de Marizy-Saint-Mard                  | Marizy-Saint-Mard                          |                         | 49° 10′ 52″ nord, 3° 13′ 35″ est | « PA00115806 » | Classé         | 12 octobre 1920                | Église Saint-Martin de Marizy-Saint-Mard                  |
| Église Saint-Martin de Merval                             | Merval                                     |                         | 49° 21′ 13″ nord, 3° 41′ 48″ est | « PA00115811 » | Classé         | 15 octobre 1919                | Église Saint-Martin de Merval                             |
| Croix de cimetière de Mézy-Moulins                        | Mézy-Moulins                               |                         | 49° 04′ 08″ nord, 3° 30′ 21″ est | « PA00115812 » | Classé         | 10 février 1906                | Croix de cimetière de Mézy-Moulins                        |
| Église de la Nativité-de-la-Sainte-Vierge de Mézy-Moulins | Mézy-Moulins                               |                         | 49° 04′ 09″ nord, 3° 30′ 21″ est | « PA00115813 » | Classé         | 1862                           | Église de la Nativité-de-la-Sainte-Vierge de Mézy-Moulins |
| Polissoir de Mézy-Moulins                                 | Mézy-Moulins                               | Le Bois-des-Grès        | 49° 03′ 27″ nord, 3° 31′ 48″ est | « PA00115814 » | Classé         | 20 février 1969                | Polissoir de Mézy-Moulins                                 |
| Église Sainte-Radegonde de Missy-sur-Aisne                | Missy-sur-Aisne                            |                         | 49° 23′ 14″ nord, 3° 26′ 14″ est | « PA00115815 » | Classé         | 15 octobre 1919                | Église Sainte-Radegonde de Missy-sur-Aisne                |
| Église de la Vierge de Cointicourt                        | Monnes                                     |                         | 49° 08′ 24″ nord, 3° 14′ 06″ est | « PA00115816 » | Classé         | 7 février 1921                 | Église de la Vierge de Cointicourt                        |
| Croix de cimetière de Montfaucon                          | Montfaucon                                 |                         | 48° 57′ 23″ nord, 3° 25′ 27″ est | « PA00115824 » | Classé         | 2 juillet 1934                 | Croix de cimetière de Montfaucon                          |
| Château de Montgobert                                     | Montgobert                                 |                         | 49° 18′ 35″ nord, 3° 08′ 39″ est | « PA00115825 » | Inscrit Classé | 29 décembre 1978               | Château de Montgobert                                     |
| Église Notre-Dame de Monthiers                            | Monthiers                                  |                         | 49° 06′ 10″ nord, 3° 17′ 53″ est | « PA00115826 » | Classé         | 31 août 1920                   | Église Notre-Dame de Monthiers                            |
| Commanderie de Moisy-le-Temple                            | Montigny-l'Allier                          | Moisy                   | 49° 06′ 53″ nord, 3° 04′ 57″ est | « PA00115827 » | Inscrit Classé | 19 mai 1927 25 octobre 2004    | Commanderie de Moisy-le-Temple                            |
| Église Saint-Martin de Montigny-l'Allier                  | Montigny-l'Allier                          |                         | 49° 06′ 40″ nord, 3° 06′ 12″ est | « PA00115828 » | Classé         | 17 janvier 1920                | Église Saint-Martin de Montigny-l'Allier                  |
| Église Saint-Martin de Montigny-Lengrain                  | Montigny-Lengrain                          |                         | 49° 22′ 19″ nord, 3° 05′ 57″ est | « PA00115829 » | Classé         | 10 novembre 1921               | Église Saint-Martin de Montigny-Lengrain                  |
| Église Saint-Martin de Montlevon                          | Montlevon                                  |                         | 48° 57′ 58″ nord, 3° 32′ 22″ est | « PA00115830 » | Classé         | 5 octobre 1920                 | Église Saint-Martin de Montlevon                          |
| Église Sainte-Marie-Madeleine de Mont-Notre-Dame          | Mont-Notre-Dame                            |                         | 49° 17′ 40″ nord, 3° 34′ 46″ est | « PA00115818 » | Classé         | 12 juillet 1886                | Église Sainte-Marie-Madeleine de Mont-Notre-Dame          |
| Église Saint-Martin de Montreuil-aux-Lions                | Montreuil-aux-Lions                        |                         | 49° 01′ 13″ nord, 3° 11′ 45″ est | « PA00115831 » | Classé         | 18 janvier 1921                | Église Saint-Martin de Montreuil-aux-Lions                |
| Château de Mont-Saint-Martin                              | Mont-Saint-Martin                          |                         | 49° 16′ 56″ nord, 3° 38′ 23″ est | « PA00115819 » | Inscrit        | 15 juin 1927                   | Château de Mont-Saint-Martin                              |
| Église Saint-Martin de Morsain                            | Morsain                                    |                         | 49° 27′ 09″ nord, 3° 10′ 56″ est | « PA00115833 » | Classé         | 20 décembre 1920               | Église Saint-Martin de Morsain                            |
| Église Saint-Hilaire de Mortefontaine                     | Mortefontaine                              |                         | 49° 19′ 54″ nord, 3° 04′ 32″ est | « PA00115834 » | Inscrit        | 15 juin 1927                   | Église Saint-Hilaire de Mortefontaine                     |
| Église Saint-Jean-Baptiste de Muret-et-Crouttes           | Muret-et-Crouttes                          |                         | 49° 17′ 01″ nord, 3° 25′ 01″ est | « PA00115836 » | Inscrit        | 3 juin 1927                    | Église Saint-Jean-Baptiste de Muret-et-Crouttes           |

- Haut – A
- B
- C
- D
- E
- F
- G
- H
- I
- J
- K
- L
- M
- N
- O
- P
- Q
- R
- S
- T
- U
- V
- W
- X
- Y
- Z

### N
| Monument                                                         | Commune                                    | Adresse          | Coordonnées                      | Notice         | Protection | Date             | Illustration                                                     |
| ---------------------------------------------------------------- | ------------------------------------------ | ---------------- | -------------------------------- | -------------- | ---------- | ---------------- | ---------------------------------------------------------------- |
| Église Saint-Jacques de Nampteuil-sous-Muret                     | Nampteuil-sous-Muret                       |                  | 49° 17′ 55″ nord, 3° 25′ 28″ est | « PA00115838 » | Inscrit    | 3 juin 1927      | Église Saint-Jacques de Nampteuil-sous-Muret                     |
| Carrière Saint-Blaise                                            | Nanteuil-la-Fosse                          | La Tuilerie      | à géolocaliser                   | « PA02000022 » | Inscrit    | 29 décembre 1999 | Image manquante Téléverser                                       |
| Église de la Nativité-de-la-Sainte-Vierge de Nanteuil-Notre-Dame | Nanteuil-Notre-Dame                        |                  | 49° 11′ 31″ nord, 3° 24′ 29″ est | « PA00115839 » | Classé     | 5 février 1920   | Église de la Nativité-de-la-Sainte-Vierge de Nanteuil-Notre-Dame |
| Église Saint-Martin de Nesles-la-Montagne                        | Nesles-la-Montagne                         |                  | 49° 01′ 12″ nord, 3° 25′ 37″ est | « PA00115840 » | Classé     | 31 décembre 1979 | Église Saint-Martin de Nesles-la-Montagne                        |
| Église Saint-Rémi-et-Saint-Front de Neuilly-Saint-Front          | Neuilly-Saint-Front                        |                  | 49° 10′ 13″ nord, 3° 15′ 37″ est | « PA00115841 » | Classé     | 5 février 1920   | Église Saint-Rémi-et-Saint-Front de Neuilly-Saint-Front          |
| Polissoir de Neuilly-Saint-Front                                 | Neuilly-Saint-Front                        | L'Hermitage-Reux | 49° 09′ 56″ nord, 3° 15′ 55″ est | « PA00115842 » | Classé     | 10 février 1970  | Polissoir de Neuilly-Saint-Front                                 |
| Camp fortifié dit "Wolfschlucht 2"                               | Neuville-sur-Margival, Margival et Laffaux | Bois des Comtes  | 49° 26′ 41″ nord, 3° 23′ 56″ est | « PA02000083 » | Inscrit    | 2014             | Image manquante Téléverser                                       |
| Église Saint-Germain de Nogent-l'Artaud                          | Nogent-l'Artaud                            |                  | 48° 57′ 59″ nord, 3° 19′ 23″ est | « PA00115844 » | Classé     | 5 février 1920   | Église Saint-Germain de Nogent-l'Artaud                          |
| Monument de la Croix-Brisée                                      | Nouvron-Vingré                             |                  | 49° 25′ 27″ nord, 3° 11′ 01″ est | « PA00116002 » | Inscrit    | 28 juin 1990     | Monument de la Croix-Brisée                                      |
| Monument des Fusillés                                            | Nouvron-Vingré                             |                  | 49° 25′ 42″ nord, 3° 10′ 24″ est | « PA02000007 » | Inscrit    | 30 avril 1997    | Monument des Fusillés                                            |
| Tombe Amory                                                      | Nouvron-Vingré                             |                  | 49° 25′ 47″ nord, 3° 10′ 31″ est | « PA02000017 » | Inscrit    | 30 janvier 1998  | Tombe Amory                                                      |
| Église Notre-Dame de Noyant-et-Aconin                            | Bernoy-le-Château                          | Noyant-et-Aconin | 49° 19′ 59″ nord, 3° 20′ 15″ est | « PA00115850 » | Classé     | 6 octobre 1921   | Église Notre-Dame de Noyant-et-Aconin                            |

- Haut – A
- B
- C
- D
- E
- F
- G
- H
- I
- J
- K
- L
- M
- N
- O
- P
- Q
- R
- S
- T
- U
- V
- W
- X
- Y
- Z

### O
| Monument                                  | Commune           | Adresse                   | Coordonnées                      | Notice         | Protection | Date              | Illustration                              |
| ----------------------------------------- | ----------------- | ------------------------- | -------------------------------- | -------------- | ---------- | ----------------- | ----------------------------------------- |
| Château d'Oigny-en-Valois                 | Oigny-en-Valois   |                           | 49° 13′ 12″ nord, 3° 08′ 15″ est | « PA00115851 » | Inscrit    | 8 février 1928    | Château d'Oigny-en-Valois                 |
| Croix monumentale d'Oigny-en-Valois       | Oigny-en-Valois   | Dans le nouveau cimetière | 49° 13′ 23″ nord, 3° 08′ 07″ est | « PA00115852 » | Inscrit    | 8 février 1928    | Image manquante Téléverser                |
| Mausolée du Général Charpentier           | Oigny-en-Valois   |                           | 49° 13′ 13″ nord, 3° 08′ 12″ est | « PA00116003 » | Inscrit    | 9 avril 1990      | Mausolée du Général Charpentier           |
| Église Notre-Dame d'Oulchy-le-Château     | Oulchy-le-Château |                           | 49° 12′ 18″ nord, 3° 22′ 11″ est | « PA00115856 » | Classé     | 27 mars 1914      | Église Notre-Dame d'Oulchy-le-Château     |
| Église Saint-Médard de Cugny-les-Crouttes | Oulchy-le-Château | Cugny-les-Crouttes        | 49° 12′ 08″ nord, 3° 23′ 12″ est | « PA00115855 » | Classé     | 6 octobre 1921    | Église Saint-Médard de Cugny-les-Crouttes |
| Les Fantômes                              | Oulchy-le-Château | Butte Chalmont            | 49° 12′ 51″ nord, 3° 24′ 33″ est | « PA00115857 » | Classé     | 31 juillet 1934   | Les Fantômes                              |
| Prieuré d'Oulchy-le-Château               | Oulchy-le-Château |                           | 49° 12′ 19″ nord, 3° 22′ 12″ est | « PA00115858 » | Classé     | 28 septembre 1921 | Prieuré d'Oulchy-le-Château               |
| Église Saint-Pierre d'Oulchy-la-Ville     | Oulchy-la-Ville   |                           | 49° 12′ 49″ nord, 3° 21′ 05″ est | « PA00115854 » | Classé     | 8 juin 1914       | Église Saint-Pierre d'Oulchy-la-Ville     |

- Haut – A
- B
- C
- D
- E
- F
- G
- H
- I
- J
- K
- L
- M
- N
- O
- P
- Q
- R
- S
- T
- U
- V
- W
- X
- Y
- Z

### P
| Monument                                              | Commune          | Adresse    | Coordonnées                      | Notice         | Protection     | Date                    | Illustration                                          |
| ----------------------------------------------------- | ---------------- | ---------- | -------------------------------- | -------------- | -------------- | ----------------------- | ----------------------------------------------------- |
| Château de Paars                                      | Paars            |            | 49° 19′ 41″ nord, 3° 35′ 52″ est | « PA00115859 » | Inscrit        | 11 juin 1980            | Image manquante Téléverser                            |
| Église Saint-Nicolas de Paars                         | Paars            |            | 49° 19′ 45″ nord, 3° 36′ 00″ est | « PA00115860 » | Classé         | 15 octobre 1919         | Église Saint-Nicolas de Paars                         |
| Église Saint-Rémi de Parcy                            | Parcy-et-Tigny   | Parcy      | 49° 16′ 12″ nord, 3° 19′ 15″ est | « PA00115862 » | Classé         | 10 février 1913         | Image manquante Téléverser                            |
| Église Saint-Éloi de Passy-sur-Marne                  | Passy-sur-Marne  |            | 49° 03′ 38″ nord, 3° 34′ 17″ est | « PA00115865 » | Classé         | 5 août 1922             | Église Saint-Éloi de Passy-sur-Marne                  |
| Château de Pernant                                    | Pernant          | Le Château | 49° 22′ 30″ nord, 3° 13′ 38″ est | « PA00115867 » | Inscrit Classé | 3 juin 1927 8 mars 2007 | Château de Pernant                                    |
| Croix monumentale de Pernant                          | Pernant          |            | 49° 22′ 46″ nord, 3° 14′ 10″ est | « PA00115866 » | Classé         | 24 avril 1937           | Croix monumentale de Pernant                          |
| Église Saint-Léger de Pernant                         | Pernant          |            | 49° 22′ 46″ nord, 3° 14′ 11″ est | « PA00115868 » | Classé         | 20 février 1920         | Église Saint-Léger de Pernant                         |
| Église Saint-Martin de Pommiers                       | Pommiers         |            | 49° 23′ 35″ nord, 3° 16′ 19″ est | « PA00115873 » | Classé         | 20 décembre 1921        | Église Saint-Martin de Pommiers                       |
| Église Saint-Pierre-et-Saint-Paul de Presles-et-Boves | Presles-et-Boves |            | 49° 23′ 39″ nord, 3° 33′ 29″ est | « PA00115876 » | Classé         | 31 octobre 1912         | Église Saint-Pierre-et-Saint-Paul de Presles-et-Boves |
| Église Saint-Jean-Baptiste de Priez                   | Priez            |            | 49° 08′ 13″ nord, 3° 15′ 48″ est | « PA00115879 » | Classé         | 20 novembre 1920        | Église Saint-Jean-Baptiste de Priez                   |

- Haut – A
- B
- C
- D
- E
- F
- G
- H
- I
- J
- K
- L
- M
- N
- O
- P
- Q
- R
- S
- T
- U
- V
- W
- X
- Y
- Z

### Q
| Monument                       | Commune             | Adresse | Coordonnées                      | Notice         | Protection | Date        | Illustration                   |
| ------------------------------ | ------------------- | ------- | -------------------------------- | -------------- | ---------- | ----------- | ------------------------------ |
| Château de Quincy-sous-le-Mont | Quincy-sous-le-Mont |         | 49° 18′ 24″ nord, 3° 33′ 11″ est | « PA00115882 » | Inscrit    | 3 juin 1927 | Château de Quincy-sous-le-Mont |

- Haut – A
- B
- C
- D
- E
- F
- G
- H
- I
- J
- K
- L
- M
- N
- O
- P
- Q
- R
- S
- T
- U
- V
- W
- X
- Y
- Z

### R
| Monument                                | Commune           | Adresse | Coordonnées                      | Notice         | Protection | Date            | Illustration                            |
| --------------------------------------- | ----------------- | ------- | -------------------------------- | -------------- | ---------- | --------------- | --------------------------------------- |
| Église Saint-Georges de Ressons-le-Long | Ressons-le-Long   |         | 49° 23′ 15″ nord, 3° 08′ 59″ est | « PA00115884 » | Classé     | 7 janvier 1921  | Église Saint-Georges de Ressons-le-Long |
| Ferme de la Montagne                    | Ressons-le-Long   |         | 49° 23′ 04″ nord, 3° 08′ 58″ est | « PA02000009 » | Inscrit    | 7 février 1997  | Image manquante Téléverser              |
| Église Saint-Aubin de Retheuil          | Retheuil          |         | 49° 19′ 20″ nord, 3° 00′ 43″ est | « PA00115885 » | Classé     | 20 octobre 1919 | Église Saint-Aubin de Retheuil          |
| Manoir de Révillon                      | Révillon          |         | 49° 21′ 57″ nord, 3° 41′ 59″ est | « PA00115886 » | Inscrit    | 28 juin 1927    | Image manquante Téléverser              |
| Église Saint-Aubin de Rozet-Saint-Albin | Rozet-Saint-Albin |         | 49° 11′ 39″ nord, 3° 17′ 58″ est | « PA00115893 » | Inscrit    | 3 juin 1932     | Église Saint-Aubin de Rozet-Saint-Albin |

- Haut – A
- B
- C
- D
- E
- F
- G
- H
- I
- J
- K
- L
- M
- N
- O
- P
- Q
- R
- S
- T
- U
- V
- W
- X
- Y
- Z

### S
| Monument                                          | Commune                  | Adresse                                          | Coordonnées                                      | Notice                                           | Protection                                       | Date                                             | Illustration                                      |
| ------------------------------------------------- | ------------------------ | ------------------------------------------------ | ------------------------------------------------ | ------------------------------------------------ | ------------------------------------------------ | ------------------------------------------------ | ------------------------------------------------- |
| Église Saint-Gervais-et-Saint-Protais de Saconin  | Saconin-et-Breuil        |                                                  | 49° 21′ 19″ nord, 3° 14′ 41″ est                 | « PA00115895 »                                   | Classé                                           | 7 septembre 1921                                 | Église Saint-Gervais-et-Saint-Protais de Saconin  |
| Église Saint-Agnan de Saint-Agnan                 | Saint-Agnan              |                                                  | 49° 01′ 13″ nord, 3° 35′ 42″ est                 | « PA00115896 »                                   | Inscrit                                          | 5 juin 1928                                      | Église Saint-Agnan de Saint-Agnan                 |
| Église Saint-Bandry de Saint-Bandry               | Saint-Bandry             |                                                  | 49° 22′ 17″ nord, 3° 10′ 07″ est                 | « PA00115898 »                                   | Classé                                           | 13 mars 1922                                     | Église Saint-Bandry de Saint-Bandry               |
| Carrière de Berry                                 | Saint-Christophe-à-Berry |                                                  | à géolocaliser                                   | « PA02000010 »                                   | Inscrit Classé                                   | 4 novembre 1997 20 novembre 1998                 | Image manquante Téléverser                        |
| P.C. Reboul                                       | Saint-Christophe-à-Berry |                                                  | à géolocaliser                                   | « PA02000023 »                                   | Inscrit                                          | 23 novembre 1999                                 | Image manquante Téléverser                        |
| Église Saint-Eugène de Saint-Eugène               | Saint-Eugène             |                                                  | 49° 01′ 21″ nord, 3° 31′ 54″ est                 | « PA00115900 »                                   | Classé                                           | 9 juillet 1990                                   | Église Saint-Eugène de Saint-Eugène               |
| Église Saint-Médard de Saint-Mard (Aisne)         | Saint-Mard               |                                                  | 49° 23′ 15″ nord, 3° 34′ 59″ est                 | « PA00115903 »                                   | Classé                                           | 30 juillet 1920                                  | Église Saint-Médard de Saint-Mard (Aisne)         |
| Église Saint-Pierre de Saint-Pierre-Aigle         | Saint-Pierre-Aigle       |                                                  | 49° 19′ 17″ nord, 3° 11′ 06″ est                 | « PA00115908 »                                   | Classé                                           | 20 février 1920                                  | Église Saint-Pierre de Saint-Pierre-Aigle         |
| Église Saint-Rémi de Saint-Rémy-Blanzy            | Saint-Rémy-Blanzy        |                                                  | 49° 14′ 28″ nord, 3° 18′ 37″ est                 | « PA00115916 »                                   | Classé                                           | 7 janvier 1921                                   | Église Saint-Rémi de Saint-Rémy-Blanzy            |
| Prévôté de Blanzy                                 | Saint-Rémy-Blanzy        |                                                  | 49° 14′ 27″ nord, 3° 18′ 40″ est                 | « PA00115917 »                                   | Inscrit                                          | 8 février 1928                                   | Image manquante Téléverser                        |
| Château de Saponay                                | Saponay                  |                                                  | 49° 12′ 51″ nord, 3° 28′ 47″ est                 | « PA00115920 »                                   | Inscrit                                          | 5 juin 1928                                      | Château de Saponay                                |
| Église Notre-Dame de Saponay                      | Saponay                  |                                                  | 49° 12′ 50″ nord, 3° 28′ 49″ est                 | « PA00115921 »                                   | Classé                                           | 18 décembre 1919                                 | Église Notre-Dame de Saponay                      |
| Château de Septmonts                              | Septmonts                |                                                  | 49° 20′ 06″ nord, 3° 21′ 36″ est                 | « PA00115922 »                                   | Classé                                           | 18 mars 1920                                     | Château de Septmonts                              |
| Croix monumentale de Septmonts                    | Septmonts                | Dans le cimetière                                | à géolocaliser                                   | « PA00115923 »                                   | Inscrit                                          | 7 mars 1934                                      | Image manquante Téléverser                        |
| Église Saint-André de Septmonts                   | Septmonts                |                                                  | 49° 20′ 06″ nord, 3° 21′ 28″ est                 | « PA00115924 »                                   | Classé                                           | 21 juillet 1933                                  | Église Saint-André de Septmonts                   |
| Ferme de la Carrière-l'Évêque                     | Septmonts                |                                                  | 49° 20′ 26″ nord, 3° 21′ 27″ est                 | « PA00115925 »                                   | Inscrit                                          | 8 février 1928                                   | Ferme de la Carrière-l'Évêque                     |
| Commanderie du Mont-de-Soissons                   | Serches                  | Mont-de-Soissons                                 | 49° 19′ 25″ nord, 3° 26′ 43″ est                 | « PA00115928 »                                   | Inscrit                                          | 3 juin 1927                                      | Commanderie du Mont-de-Soissons                   |
| Église Saint-Crépin-et-Saint-Crépinien de Serches | Serches                  |                                                  | 49° 20′ 22″ nord, 3° 26′ 56″ est                 | « PA00115929 »                                   | Inscrit                                          | 3 juin 1927                                      | Église Saint-Crépin-et-Saint-Crépinien de Serches |
| Église Saint-Brice de Sergy                       | Sergy                    |                                                  | 49° 10′ 59″ nord, 3° 34′ 17″ est                 | « PA00115931 »                                   | Classé                                           | 20 septembre 1922                                | Église Saint-Brice de Sergy                       |
| Prévôté de Favières                               | Sergy                    | Favières                                         | 49° 09′ 52″ nord, 3° 33′ 04″ est                 | « PA00115930 »                                   | Inscrit                                          | 31 mars 1998                                     | Prévôté de Favières                               |
| Château de Nesles                                 | Seringes-et-Nesles       |                                                  | 49° 12′ 14″ nord, 3° 34′ 08″ est                 | « PA00115932 »                                   | Classé                                           | 29 mai 1922                                      | Château de Nesles                                 |
| Église Saint-Martin de Seringes                   | Seringes-et-Nesles       |                                                  | 49° 12′ 09″ nord, 3° 32′ 16″ est                 | « PA00115933 »                                   | Inscrit                                          | 11 février 1929                                  | Église Saint-Martin de Seringes                   |
| Église Saint-Rémi de Serval                       | Serval                   |                                                  | 49° 21′ 17″ nord, 3° 41′ 05″ est                 | « PA00115934 »                                   | Classé                                           | 17 juillet 1922                                  | Église Saint-Rémi de Serval                       |
|                                                   | Soissons                 | Voir liste des monuments historiques de Soissons | Voir liste des monuments historiques de Soissons | Voir liste des monuments historiques de Soissons | Voir liste des monuments historiques de Soissons | Voir liste des monuments historiques de Soissons | Voir liste des monuments historiques de Soissons  |
| Abbaye Saint-Médard                               | Soucy                    | La Plaine                                        | à géolocaliser                                   | « PA00115952 »                                   | Inscrit                                          | 8 février 1928                                   | Image manquante Téléverser                        |
| Église Saint-Martin de Soucy                      | Soucy                    |                                                  | 49° 18′ 50″ nord, 3° 07′ 33″ est                 | « PA00115953 »                                   | Inscrit                                          | 3 juin 1927                                      | Image manquante Téléverser                        |
| Château de Soupir                                 | Soupir                   |                                                  | 49° 24′ 24″ nord, 3° 36′ 09″ est                 | « PA02000072 »                                   | Inscrit                                          | 14 septembre 2007                                | Château de Soupir                                 |
| Église Notre-Dame de Soupir                       | Soupir                   |                                                  | 49° 24′ 25″ nord, 3° 35′ 57″ est                 | « PA00115954 »                                   | Classé                                           | 5 octobre 1920                                   | Église Notre-Dame de Soupir                       |

- Haut – A
- B
- C
- D
- E
- F
- G
- H
- I
- J
- K
- L
- M
- N
- O
- P
- Q
- R
- S
- T
- U
- V
- W
- X
- Y
- Z

### T
| Monument                                   | Commune          | Adresse | Coordonnées                      | Notice         | Protection | Date             | Illustration                               |
| ------------------------------------------ | ---------------- | ------- | -------------------------------- | -------------- | ---------- | ---------------- | ------------------------------------------ |
| Église Notre-Dame de Taillefontaine        | Taillefontaine   |         | 49° 18′ 46″ nord, 3° 02′ 31″ est | « PA00115955 » | Classé     | 28 décembre 1912 | Église Notre-Dame de Taillefontaine        |
| Église Notre-Dame de Tannières             | Tannières        |         | 49° 17′ 27″ nord, 3° 33′ 08″ est | « PA00115956 » | Classé     | 22 juillet 1921  | Église Notre-Dame de Tannières             |
| Église Saint-Barthélémy de Torcy-en-Valois | Torcy-en-Valois  |         | 49° 05′ 15″ nord, 3° 16′ 47″ est | « PA00115958 » | Classé     | 20 novembre 1920 | Église Saint-Barthélémy de Torcy-en-Valois |
| Église Saint-Médard de Trélou-sur-Marne    | Trélou-sur-Marne |         | 49° 04′ 33″ nord, 3° 36′ 38″ est | « PA00115959 » | Classé     | 17 janvier 1920  | Église Saint-Médard de Trélou-sur-Marne    |

- Haut – A
- B
- C
- D
- E
- F
- G
- H
- I
- J
- K
- L
- M
- N
- O
- P
- Q
- R
- S
- T
- U
- V
- W
- X
- Y
- Z

### V
| Monument                                                        | Commune                                                          | Adresse                     | Coordonnées                           | Notice         | Protection     | Date                          | Illustration                                                    |
| --------------------------------------------------------------- | ---------------------------------------------------------------- | --------------------------- | ------------------------------------- | -------------- | -------------- | ----------------------------- | --------------------------------------------------------------- |
| Chapelle de la carrière de Rouge-Maison                         | Vailly-sur-Aisne                                                 |                             | 49° 25′ 08,39″ nord, 3° 31′ 45,9″ est | « PA02000012 » | Classé         | 23 décembre 1998              | Chapelle de la carrière de Rouge-Maison                         |
| Église Notre-Dame de Vailly-sur-Aisne                           | Vailly-sur-Aisne                                                 |                             | 49° 24′ 37″ nord, 3° 31′ 03″ est      | « PA00115963 » | Classé         | 1889                          | Église Notre-Dame de Vailly-sur-Aisne                           |
| Église Saint-Rupert-et-Saint-Druon de Vasseny                   | Vasseny                                                          |                             | 49° 21′ 11″ nord, 3° 29′ 19″ est      | « PA00115964 » | Classé         | 23 octobre 1909               | Église Saint-Rupert-et-Saint-Druon de Vasseny                   |
| Église de la Nativité-de-la-Sainte-Vierge de Vauxcéré           | Vauxcéré                                                         |                             | 49° 20′ 26″ nord, 3° 38′ 18″ est      | « PA00115965 » | Classé         | 17 décembre 1924              | Église de la Nativité-de-la-Sainte-Vierge de Vauxcéré           |
| Dolmen de la Pierre Laye                                        | Vauxrezis                                                        |                             | 49° 25′ 51″ nord, 3° 17′ 23″ est      | « PA00115966 » | Classé         | 17 mars 1944                  | Dolmen de la Pierre Laye                                        |
| Église Saint-Maurice de Vauxrezis                               | Vauxrezis                                                        |                             | 49° 24′ 49″ nord, 3° 16′ 47″ est      | « PA00115967 » | Classé         | 12 juillet 2013               | Église Saint-Maurice de Vauxrezis                               |
| Église Saint-Jean-Baptiste de Vendières                         | Vendières                                                        |                             | 48° 52′ 18″ nord, 3° 26′ 48″ est      | « PA00115968 » | Inscrit        | 5 juin 1928                   | Église Saint-Jean-Baptiste de Vendières                         |
| Église Saint-Sulpice-et-Saint-Antoine de Veuilly-la-Poterie     | Veuilly-la-Poterie                                               |                             | 49° 05′ 05″ nord, 3° 12′ 44″ est      | « PA00115971 » | Classé         | 18 novembre 1919              | Église Saint-Sulpice-et-Saint-Antoine de Veuilly-la-Poterie     |
| Château de Vic-sur-Aisne                                        | Vic-sur-Aisne                                                    |                             | 49° 24′ 21″ nord, 3° 06′ 52″ est      | « PA00115974 » | Inscrit Classé | 28 juin 1927 18 novembre 1919 | Château de Vic-sur-Aisne                                        |
| Église Notre-Dame de Vic-sur-Aisne                              | Vic-sur-Aisne                                                    |                             | 49° 24′ 14″ nord, 3° 06′ 34″ est      | « PA00115975 » | Classé         | 10 janvier 1920               | Église Notre-Dame de Vic-sur-Aisne                              |
| Église Saint-Crépin-et-Saint-Crépinien de Vichel                | Vichel-Nanteuil                                                  |                             | 49° 11′ 17″ nord, 3° 17′ 19″ est      | « PA00115972 » | Classé         | 12 juillet 1892               | Église Saint-Crépin-et-Saint-Crépinien de Vichel                |
| Grotte du Bouillon                                              | Vichel-Nanteuil                                                  | Devant Pringis              | à géolocaliser                        | « PA00115973 » | Classé         | 27 novembre 1981              | Image manquante Téléverser                                      |
| Église Saint-Pierre-et-Saint-Paul de Viel-Arcy                  | Viel-Arcy                                                        |                             | 49° 22′ 51″ nord, 3° 37′ 25″ est      | « PA00115976 » | Classé         | 15 octobre 1919               | Église Saint-Pierre-et-Saint-Paul de Viel-Arcy                  |
| Château de Viels-Maisons                                        | Viels-Maisons                                                    | Place du Marché             | 48° 53′ 43″ nord, 3° 23′ 51″ est      | « PA02000011 » | Inscrit        | 28 novembre 1997              | Château de Viels-Maisons                                        |
| Église Sainte-Croix de Viels-Maisons                            | Viels-Maisons                                                    |                             | 48° 53′ 44″ nord, 3° 23′ 46″ est      | « PA00115977 » | Inscrit        | 5 juin 1928                   | Église Sainte-Croix de Viels-Maisons                            |
| Château de Vierzy                                               | Vierzy                                                           |                             | 49° 17′ 34″ nord, 3° 17′ 01″ est      | « PA00115978 » | Inscrit        | 8 février 1928                | Château de Vierzy                                               |
| Église Saint-Rufin-et-Saint-Valère de Vierzy                    | Vierzy                                                           |                             | 49° 17′ 25″ nord, 3° 17′ 00″ est      | « PA00115979 » | Inscrit        | 3 juin 1927                   | Église Saint-Rufin-et-Saint-Valère de Vierzy                    |
| Église de la Nativité-de-la-Sainte-Vierge de Viffort            | Viffort                                                          |                             | 48° 57′ 40″ nord, 3° 27′ 29″ est      | « PA00115980 » | Classé         | 5 octobre 1920                | Église de la Nativité-de-la-Sainte-Vierge de Viffort            |
| Maison natale de Paul Claudel                                   | Villeneuve-sur-Fère                                              | R.D. 318                    | 49° 10′ 43″ nord, 3° 28′ 25″ est      | « PA00115982 » | Inscrit        | 7 juillet 1964                | Maison natale de Paul Claudel                                   |
| Château de Villeneuve-Saint-Germain                             | Villeneuve-Saint-Germain                                         |                             | 49° 22′ 52″ nord, 3° 21′ 10″ est      | « PA02000060 » | Inscrit        | 21 septembre 2006             | Image manquante Téléverser                                      |
| Chartreuse de Bourgfontaine                                     | Villers-Cotterêts                                                | Pisseleux Bourgfontaine     | 49° 12′ 36″ nord, 3° 05′ 05″ est      | « PA00115983 » | Inscrit        | 10 janvier 1928               | Chartreuse de Bourgfontaine                                     |
| Château de Noue                                                 | Villers-Cotterêts                                                | Pisseleux                   | 49° 15′ 00″ nord, 3° 04′ 29″ est      | « PA00115985 » | Inscrit        | 3 juin 1927                   | Château de Noue                                                 |
| Château de Villers-Cotterêts                                    | Villers-Cotterêts                                                |                             | 49° 15′ 21″ nord, 3° 05′ 32″ est      | « PA00115984 » | Classé         | 13 février 1997               | Château de Villers-Cotterêts                                    |
| Église Saint-Nicolas de Villers-Cotterêts                       | Villers-Cotterêts                                                |                             | 49° 15′ 18″ nord, 3° 05′ 28″ est      | « PA00125659 » | Inscrit        | 13 juillet 1993               | Église Saint-Nicolas de Villers-Cotterêts                       |
| Fontaine de Villers-Cotterêts                                   | Villers-Cotterêts                                                | Rue Demoustier Rue Tronchet | 49° 15′ 09″ nord, 3° 05′ 19″ est      | « PA00115986 » | Inscrit        | 11 mai 1932                   | Fontaine de Villers-Cotterêts                                   |
| Glacière de Villers-Cotterêts                                   | Villers-Cotterêts                                                |                             | 49° 15′ 23″ nord, 3° 05′ 16″ est      | « PA02000074 » | Inscrit        | 9 mai 2008                    | Image manquante Téléverser                                      |
| Hôtel de ville de Villers-Cotterêts                             | Villers-Cotterêts                                                |                             | 49° 15′ 18″ nord, 3° 05′ 27″ est      | « PA00125660 » | Classé         | 10 mai 1995                   | Hôtel de ville de Villers-Cotterêts                             |
| Hôtellerie du Régent                                            | Villers-Cotterêts                                                | 26 rue du Général Mangin    | 49° 15′ 14″ nord, 3° 05′ 33″ est      | « PA00125661 » | Inscrit        | 19 novembre 1993              | Hôtellerie du Régent                                            |
| Pavillon Henri II                                               | Villers-Cotterêts                                                | 15 passage du Manège        | 49° 15′ 20″ nord, 3° 05′ 25″ est      | « PA00135571 » | Inscrit        | 19 juillet 1995               | Pavillon Henri II                                               |
| Réseau hydraulique « Laie des Pots » (dont Regard Saint-Hubert) | Villers-Cotterêts (également sur Haramont et Largny-sur-Automne) | Le Regard Saint-Hubert      | 49° 16′ 47″ nord, 3° 05′ 44″ est      | « PA00115987 » | Inscrit        | 18 juin 1970 29 juillet 2013  | Réseau hydraulique « Laie des Pots » (dont Regard Saint-Hubert) |
| Château de Villers-Hélon                                        | Villers-Hélon                                                    |                             | 49° 16′ 00″ nord, 3° 15′ 38″ est      | « PA00135572 » | Inscrit        | 10 octobre 1995               | Château de Villers-Hélon                                        |
| Église Saint-Martin de Villers-Hélon                            | Villers-Hélon                                                    |                             | 49° 15′ 45″ nord, 3° 15′ 33″ est      | « PA00115988 » | Classé         | 12 août 1921                  | Église Saint-Martin de Villers-Hélon                            |
| Château de Ville-Savoye                                         | Ville-Savoye                                                     |                             | 49° 17′ 34″ nord, 3° 38′ 25″ est      | « PA00115989 » | Inscrit        | 3 juin 1927                   | Château de Ville-Savoye                                         |
| Château de Villiers-Saint-Denis                                 | Villiers-Saint-Denis                                             |                             | 48° 59′ 43″ nord, 3° 16′ 00″ est      | « PA02000073 » | Inscrit        | 14 septembre 2007             | Château de Villiers-Saint-Denis                                 |
| Église Saint-Denis de Villiers-Saint-Denis                      | Villiers-Saint-Denis                                             | Champ du Motier             | 48° 59′ 33″ nord, 3° 16′ 04″ est      | « PA00115990 » | Inscrit        | 25 janvier 1965               | Église Saint-Denis de Villiers-Saint-Denis                      |
| Château de Mazancourt                                           | Vivières                                                         |                             | 49° 18′ 03″ nord, 3° 05′ 59″ est      | « PA00115991 » | Inscrit        | 30 avril 1982                 | Château de Mazancourt                                           |
| Église Saint-Rufin-et-Saint-Valère de Vregny                    | Vregny                                                           |                             | 49° 24′ 28″ nord, 3° 25′ 30″ est      | « PA00115994 » | Classé         | 18 mars 1922                  | Église Saint-Rufin-et-Saint-Valère de Vregny                    |

- Haut – A
- B
- C
- D
- E
- F
- G
- H
- I
- J
- K
- L
- M
- N
- O
- P
- Q
- R
- S
- T
- U
- V
- W
- X
- Y
- Z